# Campeonato Asiático de Atletismo de 2019 - Decatlo masculino
A prova do decatlo masculino do Campeonato Asiático de Atletismo de 2019 foi disputada entre os dias 22 e 23 de abril de 2019 no Estádio Internacional Khalifa em Doha, no Catar. 

## Recordes
Antes desta competição, os recordes mundiais e do campeonato nesta prova eram os seguintes:
|                       | Nome           | Nacionalidade | Pontos | Local   | Data                   |
| --------------------- | -------------- | ------------- | ------ | ------- | ---------------------- |
| Recorde mundial       | Kevin Mayer    | França        | 9.126  | Talence | 16 de setembro de 2018 |
| Recorde do campeonato | Dmitriy Karpov | Cazaquistão   | 8.037  | Pune    | 4 de julho de 2013     |
| Recorde asiático      | Dmitriy Karpov | Cazaquistão   | 8.725  | Atenas  | 24 de agosto de 2004   |

## Medalhistas
| Ouro                 | Prata                      | Bronze                 |
| Keisuke Ushiro (JPN) | Majed Radhi Al-Sayed (KUW) | Akihiko Nakamura (JPN) |

## Cronograma
Todos os horários são locais (UTC+3)
| Data        | Hora  | Evento                   |
| ----------- | ----- | ------------------------ |
| 22 de abril | 08:46 | 100 metros               |
| 22 de abril | 09:35 | Salto em distância       |
| 22 de abril | 17:05 | Arremesso de peso        |
| 22 de abril | 19:05 | Salto em altura          |
| 22 de abril | 20:46 | 400 metros               |
| 23 de abril | 08:30 | 110 metros com barreiras |
| 23 de abril | 09:25 | Lançamento de disco      |
| 23 de abril | 11:10 | Salto com vara           |
| 23 de abril | 17:02 | Lançamento de dardo      |
| 23 de abril | 19:05 | 1500 metros              |

## Resultado

### 100 metros
| Posição | Raia | Atleta                       | Nacionalidade | Tempo | Pontos | Notas                |
| ------- | ---- | ---------------------------- | ------------- | ----- | ------ | -------------------- |
| 1       | 7    | Akihiko Nakamura             | Japão         | 10.73 | 922    | Recorde da temporada |
| 2       | 5    | Gong Kewei                   | China         | 10.86 | 892    | Recorde da temporada |
| 3       | 10   | Aries Toledo                 | Filipinas     | 11.03 | 854    | Recorde da temporada |
| 4       | 6    | Hu Yufei                     | China         | 11.06 | 847    | Recorde pessoal      |
| 5       | 2    | Majed Radhi Al-Sayed         | Kuwait        | 11.22 | 812    | Recorde pessoal      |
| 6       | 8    | Keisuke Ushiro               | Japão         | 11.35 | 784    | Recorde da temporada |
| 7       | 9    | Marat Khaydarov              | Uzbequistão   | 11.48 | 757    | Recorde da temporada |
| 8       | 4    | Abd El-Sajjad Saadoun Nasser | Iraque        | 11.51 | 750    | Recorde da temporada |
| 9       | 3    | Mohd Al-Mannai               | Catar         | 11.70 | 711    | Recorde da temporada |

### Salto em distância
| Posição | Atleta                       | Nacionalidade | #1   | #2   | #3   | Resultado | Pontos | Notas                | Total |
| ------- | ---------------------------- | ------------- | ---- | ---- | ---- | --------- | ------ | -------------------- | ----- |
| 1       | Gong Kewei                   | China         | x    | 7.38 | 7.42 | 7.42      | 915    | Recorde da temporada | 1807  |
| 2       | Akihiko Nakamura             | Japão         | 7.10 | 7.25 | 7.33 | 7.33      | 893    | Recorde da temporada | 1815  |
| 3       | Majed Radhi Al-Sayed         | Kuwait        | 7.04 | x    | 7.22 | 7.22      | 866    | Recorde da temporada | 1678  |
| 4       | Abd El-Sajjad Saadoun Nasser | Iraque        | 6.57 | 6.85 | 7.01 | 7.01      | 816    | Recorde da temporada | 1566  |
| 5       | Keisuke Ushiro               | Japão         | x    | 6.98 | x    | 6.98      | 809    | Recorde da temporada | 1593  |
| 6       | Hu Yufei                     | China         | 6.82 | 6.92 | 6.72 | 6.92      | 795    | Recorde da temporada | 1642  |
| 7       | Marat Khaydarov              | Uzbequistão   | 6.66 | 6.84 | 6.75 | 6.84      | 776    | Recorde pessoal      | 1533  |
| 8       | Aries Toledo                 | Filipinas     | 6.78 | –    | –    | 6.78      | 762    | Recorde da temporada | 1616  |
| 9       | Mohd Al-Mannai               | Catar         | 6.73 | x    | x    | 6.73      | 750    | Recorde da temporada | 1461  |

### Arremesso de peso
| Posição | Atleta                       | Nacionalidade | #1    | #2    | #3    | Resultado | Pontos | Notas                | Total |
| ------- | ---------------------------- | ------------- | ----- | ----- | ----- | --------- | ------ | -------------------- | ----- |
| 1       | Keisuke Ushiro               | Japão         | 14.71 | 15.32 | 14.79 | 15.32     | 809    | Recorde pessoal      | 2402  |
| 2       | Hu Yufei                     | China         | 13.83 | 14.21 | 13.97 | 14.21     | 741    | Recorde da temporada | 2383  |
| 3       | Marat Khaydarov              | Uzbequistão   | 12.52 | 13.47 | 12.46 | 13.47     | 696    | Recorde pessoal      | 2229  |
| 4       | Majed Radhi Al-Sayed         | Kuwait        | 11.86 | 12.11 | 12.98 | 12.98     | 666    | Recorde pessoal      | 2344  |
| 5       | Akihiko Nakamura             | Japão         | 11.57 | 12.00 | 11.58 | 12.00     | 606    | Recorde da temporada | 2421  |
| 6       | Abd El-Sajjad Saadoun Nasser | Iraque        | 10.23 | 11.08 | 11.57 | 11.57     | 580    | Recorde da temporada | 2146  |
| 7       | Gong Kewei                   | China         | 11.11 | 10.82 | 11.45 | 11.45     | 573    | Recorde da temporada | 2380  |
| 8       | Mohd Al-Mannai               | Catar         |       |       |       | DNS       | 0      |                      | DNF   |
| 8       | Aries Toledo                 | Filipinas     |       |       |       | DNS       | 0      |                      | DNF   |

### Salto em altura
| Posição | Atleta                       | Nacionalidade | 1.75 | 1.78 | 1.81 | 1.84 | 1.87 | 1.90 | 1.93 | 1.96 | 1.99 | 2.02 | Resultado | Pontos | Notas                | Total |
| ------- | ---------------------------- | ------------- | ---- | ---- | ---- | ---- | ---- | ---- | ---- | ---- | ---- | ---- | --------- | ------ | -------------------- | ----- |
| 1       | Akihiko Nakamura             | Japão         | –    | –    | –    | –    | –    | xo   | o    | o    | xxo  | xxx  | 1.99      | 794    | Recorde da temporada | 3215  |
| 2       | Abd El-Sajjad Saadoun Nasser | Iraque        | –    | o    | –    | o    | –    | o    | –    | xxo  | xxo  | xxx  | 1.99      | 794    | Recorde da temporada | 2940  |
| 2       | Majed Radhi Al-Sayed         | Kuwait        | o    | –    | o    | –    | o    | o    | xo   | xo   | xxo  | xr   | 1.99      | 794    | Recorde pessoal      | 3138  |
| 4       | Keisuke Ushiro               | Japão         | –    | –    | –    | –    | –    | xo   | o    | xo   | xxx  |      | 1.96      | 767    | Recorde da temporada | 3169  |
| 5       | Gong Kewei                   | China         | –    | –    | o    | –    | xo   | –    | xo   | xxx  |      |      | 1.93      | 740    | Recorde da temporada | 3120  |
| 6       | Marat Khaydarov              | Uzbequistão   | –    | –    | o    | xo   | o    | xo   | xxo  | xxx  |      |      | 1.93      | 740    | Recorde da temporada | 2969  |
| 7       | Hu Yufei                     | China         | –    | –    | o    | –    | o    | –    | xxx  |      |      |      | 1.87      | 687    |                      | 4001  |

### 400 metros
| Posição | Raia | Atleta                       | Nacionalidade | Tempo | Pontos | Notas                | Total |
| ------- | ---- | ---------------------------- | ------------- | ----- | ------ | -------------------- | ----- |
| 1       | 5    | Majed Radhi Al-Sayed         | Kuwait        | 48.96 | 863    |                      | 4256  |
| 2       | 2    | Akihiko Nakamura             | Japão         | 49.13 | 855    | Recorde da temporada | 4070  |
| 3       | 7    | Abd El-Sajjad Saadoun Nasser | Iraque        | 49.24 | 850    | Recorde da temporada | 3790  |
| 4       | 1    | Gong Kewei                   | China         | 49.37 | 844    |                      | 3964  |
| 5       | 3    | Hu Yufei                     | China         | 50.44 | 794    | Recorde da temporada | 3864  |
| 6       | 6    | Keisuke Ushiro               | Japão         | 51.81 | 733    | Recorde da temporada | 3902  |
| 7       | 4    | Marat Khaydarov              | Uzbequistão   | 51.89 | 730    | Recorde da temporada | 3699  |

### 110 metros com barreiras
Vento: +2.2 m/s
| Posição | Raia | Atleta                       | Nacionalidade | Tempo | Pontos | Notas | Total |
| ------- | ---- | ---------------------------- | ------------- | ----- | ------ | ----- | ----- |
| 1       | 4    | Hu Yufei                     | China         | 14.21 | 948    |       | 4812  |
| 2       | 7    | Akihiko Nakamura             | Japão         | 14.24 | 944    |       | 5014  |
| 3       | 9    | Abd El-Sajjad Saadoun Nasser | Iraque        | 15.01 | 848    |       | 4638  |
| 4       | 6    | Marat Khaydarov              | Uzbequistão   | 15.02 | 847    |       | 4546  |
| 5       | 5    | Majed Radhi Al-Sayed         | Kuwait        | 15.05 | 843    |       | 4844  |
| 6       | 3    | Keisuke Ushiro               | Japão         | 15.08 | 840    |       | 4742  |
| 7       | 8    | Gong Kewei                   | China         | DNS   | 0      |       | DNF   |

### Lançamento do disco
| Posição | Atleta                       | Nacionalidade | #1    | #2    | #3    | Resultado | Pontos | Notas                | Total |
| ------- | ---------------------------- | ------------- | ----- | ----- | ----- | --------- | ------ | -------------------- | ----- |
| 1       | Keisuke Ushiro               | Japão         | 38.95 | 42.24 | 45.32 | 45.32     | 773    |                      | 5515  |
| 2       | Hu Yufei                     | China         | 40.08 | x     | 42.14 | 42.14     | 708    | Recorde da temporada | 5520  |
| 3       | Marat Khaydarov              | Uzbequistão   | 37.76 | x     | x     | 37.76     | 619    | Recorde da temporada | 5165  |
| 4       | Majed Radhi Al-Sayed         | Kuwait        | 35.37 | 37.66 | x     | 37.66     | 617    | Recorde pessoal      | 5461  |
| 5       | Akihiko Nakamura             | Japão         | 32.24 | x     | 34.33 | 34.33     | 550    |                      | 5564  |
| 6       | Abd El-Sajjad Saadoun Nasser | Iraque        | 33.43 | 33.57 | 33.63 | 33.63     | 536    | Recorde da temporada | 5174  |

### Salto com vara
| Posição | Atleta                       | Nacionalidade | 3.40 | 3.60 | 3.80 | 3.90 | 4.00 | 4.20 | 4.30 | 4.50 | 4.60 | 4.70 | 4.80 | 4.90 | Resultado | Pontos | Notas                | Total |
| ------- | ---------------------------- | ------------- | ---- | ---- | ---- | ---- | ---- | ---- | ---- | ---- | ---- | ---- | ---- | ---- | --------- | ------ | -------------------- | ----- |
| 1       | Keisuke Ushiro               | Japão         | –    | –    | –    | –    | –    | –    | –    | –    | xxo  | o    | xxo  | xxo  | 4.90      | 880    | Recorde da temporada | 6395  |
| 2       | Majed Radhi Al-Sayed         | Kuwait        | –    | –    | –    | –    | o    | o    | xo   | o    | –    | o    | xo   | xxx  | 4.80      | 849    | Recorde pessoal      | 6310  |
| 3       | Hu Yufei                     | China         | –    | –    | –    | –    | –    | –    | o    | o    | –    | o    | xxx  |      | 4.70      | 819    | Recorde da temporada | 6339  |
| 4       | Akihiko Nakamura             | Japão         | –    | –    | –    | –    | –    | –    | –    | o    | –    | o    | xxx  |      | 4.70      | 819    | Recorde da temporada | 6383  |
| 5       | Abd El-Sajjad Saadoun Nasser | Iraque        | o    | o    | o    | o    | xxx  |      |      |      |      |      |      |      | 3.90      | 590    | Recorde da temporada | 5764  |
| 6       | Marat Khaydarov              | Uzbequistão   | –    | –    | –    | –    | xxx  |      |      |      |      |      |      |      | NM        | 0      |                      | 5165  |

### Lançamento de dardo
| Posição | Atleta                       | Nacionalidade | #1    | #2    | #3    | Resultado | Pontos | Notas                | Total |
| ------- | ---------------------------- | ------------- | ----- | ----- | ----- | --------- | ------ | -------------------- | ----- |
| 1       | Keisuke Ushiro               | Japão         | 61.03 | 63.21 | 65.00 | 65.00     | 813    | Recorde da temporada | 7208  |
| 2       | Majed Radhi Al-Sayed         | Kuwait        | 54.24 | 56.28 | 54.32 | 56.28     | 682    |                      | 6992  |
| 3       | Hu Yufei                     | China         | 54.28 | 50.53 | 51.29 | 54.28     | 652    | Recorde pessoal      | 6991  |
| 4       | Akihiko Nakamura             | Japão         | 50.80 | 48.76 | 53.78 | 53.78     | 645    | Recorde da temporada | 7028  |
| 5       | Marat Khaydarov              | Uzbequistão   | 50.53 | x     | 46.93 | 50.53     | 596    | Recorde pessoal      | 5761  |
| 6       | Abd El-Sajjad Saadoun Nasser | Iraque        | 39.56 | 40.94 | 40.35 | 40.94     | 456    | Recorde da temporada | 6220  |

### 1500 metros
| Posição | Atleta                       | Nacionalidade | Tempo   | Pontos | Notes                |
| ------- | ---------------------------- | ------------- | ------- | ------ | -------------------- |
| 1       | Abd El-Sajjad Saadoun Nasser | Iraque        | 4:08.80 | 890    |                      |
| 2       | Majed Radhi Al-Sayed         | Kuwait        | 4:15.06 | 846    | Recorde pessoal      |
| 3       | Akihiko Nakamura             | Japão         | 4:20.41 | 809    | Recorde da temporada |
| 4       | Keisuke Ushiro               | Japão         | 4:42.68 | 664    |                      |
| 5       | Hu Yufei                     | China         | 4:49.02 | 625    |                      |
| 6       | Marat Khaydarov              | Uzbequistão   | 5:17.77 | 462    |                      |

## Resultado final
| Pos.              | Atleta                       | Nacionalidade | 100 m | SD   | AP    | SA   | 400 m | 110 m C/B | AD    | SV   | LD    | 1500 m  | PG   | Notas                |
| ----------------- | ---------------------------- | ------------- | ----- | ---- | ----- | ---- | ----- | --------- | ----- | ---- | ----- | ------- | ---- | -------------------- |
| Medalha de ouro   | Keisuke Ushiro               | Japão         | 11.35 | 6.98 | 15.32 | 1.96 | 51.81 | 15.08     | 45.32 | 4.90 | 65.00 | 4:42.68 | 7872 | Recorde da temporada |
| Medalha de prata  | Majed Radhi Al-Sayed         | Kuwait        | 11.22 | 7.22 | 12.98 | 1.99 | 48.96 | 15.05     | 37.66 | 4.80 | 56.28 | 4:15.06 | 7838 | Recorde nacional     |
| Medalha de bronze | Akihiko Nakamura             | Japão         | 10.73 | 7.33 | 12.00 | 1.99 | 49.13 | 14.24     | 34.33 | 4.70 | 53.78 | 4:20.41 | 7837 | Recorde da temporada |
| 4                 | Hu Yufei                     | China         | 11.06 | 6.92 | 14.21 | 1.87 | 50.44 | 14.21     | 42.14 | 4.70 | 54.28 | 4:49.02 | 7616 | Recorde pessoal      |
| 5                 | Abd El-Sajjad Saadoun Nasser | Iraque        | 11.51 | 7.01 | 11.57 | 1.99 | 49.24 | 15.01     | 33.63 | 3.90 | 40.94 | 4:08.80 | 7110 | Recorde nacional     |
| 6                 | Marat Khaydarov              | Uzbequistão   | 11.48 | 6.84 | 13.47 | 1.93 | 51.89 | 15.02     | 37.76 | NM   | 50.53 | 5:17.77 | 6223 | Recorde da temporada |
| 7                 | Gong Kewei                   | China         | 10.86 | 7.42 | 11.45 | 1.93 | 49.37 | DNS       | –     | –    | –     | –       | DNF  |                      |
| 8                 | Aries Toledo                 | Filipinas     | 11.03 | 6.78 | DNS   | –    | –     | –         | –     | –    | –     | –       | DNF  |                      |
| 9                 | Mohd Al-Mannai               | Catar         | 11.70 | 6.73 | DNS   | –    | –     | –         | –     | –    | –     | –       | DNF  |                      |

Legenda
| Recorde mundial       | Recorde mundial (World record)               |                       | Recorde africano                      | Recorde africano (African) |                                           | Q | Classificado por posição (Qualified) |
| Recorde do campeonato | Recorde do campeonato (Championship record)  | Recorde da América    | Recorde da América (Americas)         | q                          | Classificado por melhor tempo (Qualified) |   |                                      |
| Melhor marca do ano   | Melhor marca do ano (World leading)          | Recorde asiático      | Recorde asiático (Asian)              | DNS                        | Não largou (Did not start)                |   |                                      |
| Recorde nacional      | Recorde nacional (National record)           | Recorde europeu       | Recorde europeu (European)            | DNF                        | Não terminou (Did not finish)             |   |                                      |
| Recorde pessoal       | Recorde pessoal do atleta (Personal best)    | Recorde da Oceania    | Recorde da Oceania (Oceania)          | DSQ / DQ                   | Desclassificado (Disqualified)            |   |                                      |
| Recorde da temporada  | Recorde da temporada do atleta (Season best) | Recorde sul-americano | Recorde sul-americano (South America) | NM                         | Sem marca (No mark)                       |   |                                      |